# Улму (Яловенський район)
Улму (рум. Ulmu) — село в Яловенському районі Молдови. Утворює окрему комуну.